# Bathypathes erotema
Bathypathes erotema is een Antipathariasoort uit de familie van de Schizopathidae. De wetenschappelijke naam van de soort is voor het eerst geldig gepubliceerd in 1903 door Schultze.